# جيف ليتل
جيف ليتل (بالإنجليزية: Jeff Little)‏ هو لاعب كرة قاعدة أمريكي، ولد في 25 ديسمبر 1954 في فريمونت في الولايات المتحدة.

## وصلات خارجية
- جيف ليتل على موقعبيزبول رفرنس.كوم (الدوري الرئيسي) (الإنجليزية)
- جيف ليتل على موقعبيزبول رفرنس.كوم (الدوري الثانوي) (الإنجليزية)
- جيف ليتل على موقع مشجعي الرسوم البيانية (الإنجليزية)